# Oberfrohna
Oberfrohna ist ein Stadtteil der Großen Kreisstadt Limbach-Oberfrohna im sächsischen Landkreis Zwickau. Er bildet seit dem 1. Juli 1950 gemeinsam mit dem Stadtteil Limbach den Kern der Stadt Limbach-Oberfrohna.

## Geografie

### Geografische Lage
Oberfrohna bildet den westlichen Teil des Stadtkerns von Limbach-Oberfrohna. Die Bebauung geht in den Stadtteil Limbach über. Der Ort liegt am Oberlauf des Frohnbachs.

### Nachbarorte
|            | Mittelfrohna                                | Fichtigsthal |
| Bräunsdorf | Kompassrose, die auf Nachbargemeinden zeigt | Limbach      |
|            | Rußdorf                                     |              |

## Geschichte

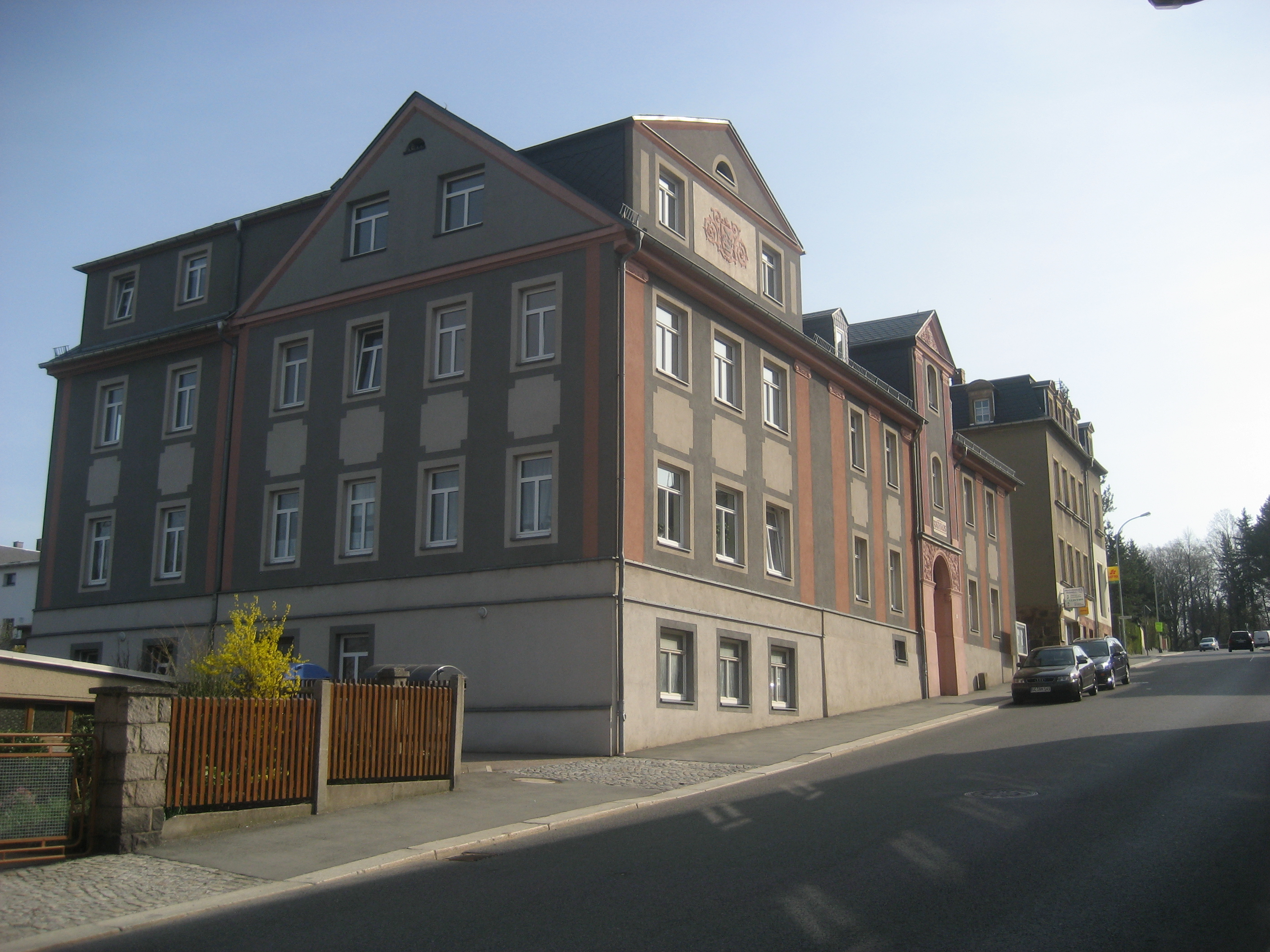
Ehemaliges Rathaus Oberfrohna

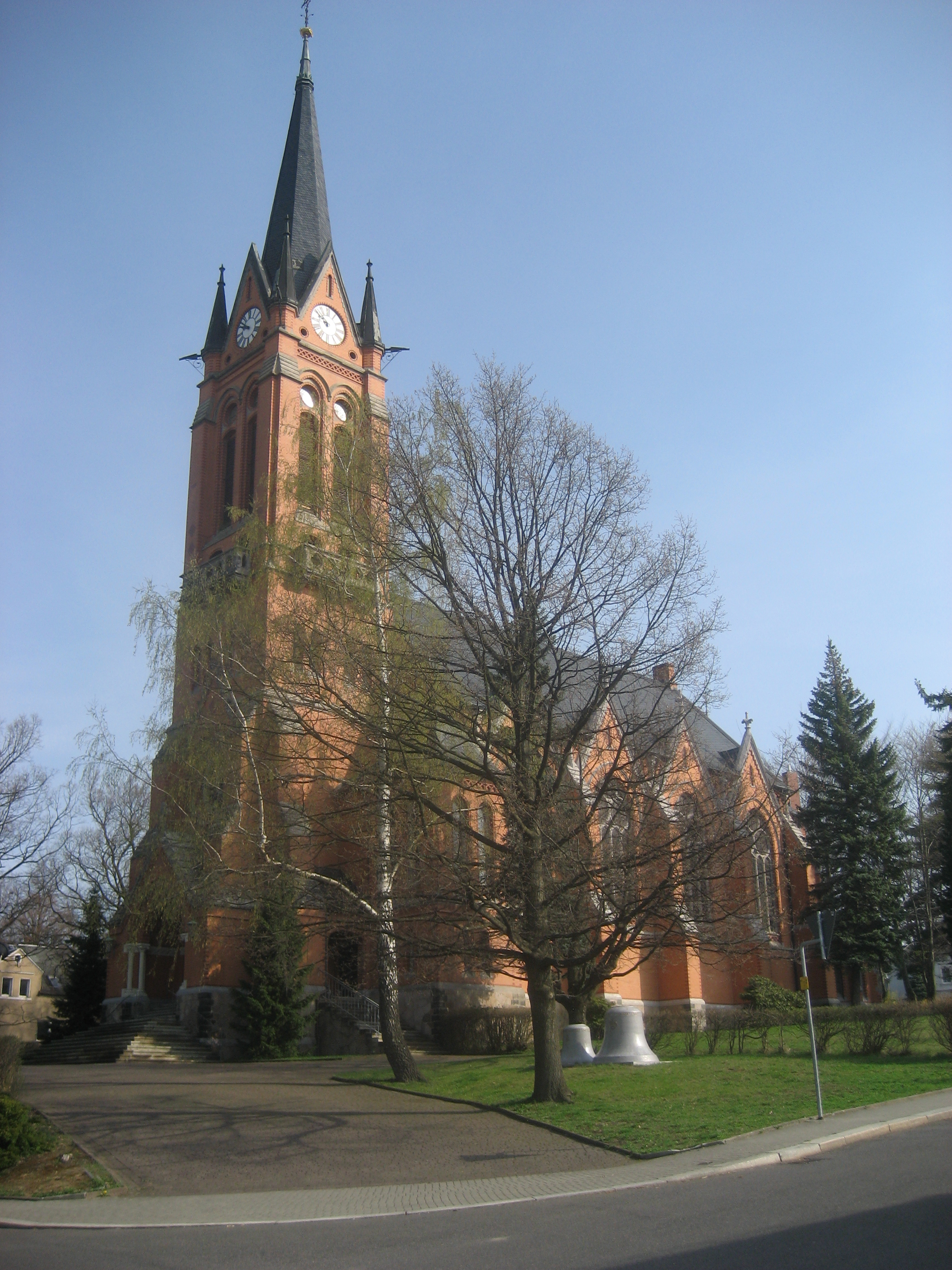
Lutherkirche Oberfrohna

Das ursprüngliche Waldhufendorf im oberen Frohnbachtal wurde 1415 erstmals als Cuerchfrone und im Jahre 1540 als Oberfrohne erwähnt. Um 1540 entstand das Vorwerk Oberfrohna, welches zum Rittergutsbezirk Limbach im kursächsischen Amt Chemnitz gehörte. Im 16. Jahrhundert entwickelte sich hier das Leineweberhandwerk. Durch die Einführung der Strumpfwirkerei setzte Mitte des 18. Jahrhunderts eine industrielle Entwicklung ein. In Oberfrohna wurden jedoch eher Stoffhandschuhe und feinste Lederimitationen produziert. Zahlreiche Fabriken waren anfangs an ehemalige Bauerngüter angebaut worden. Die Industrialisierung des Dorfes ließ die Einwohnerzahl bis 1890 auf 3400 Einwohner ansteigen. Im Jahr 1851 kam Oberfrona als Zubehör des Ritterguts Limbach an das königlich-sächsische Gericht Limbach.
Oberfrohna gehörte bis 1856 zum kursächsischen bzw. königlich-sächsischen Amt Chemnitz. 1856 wurde Oberfrohna dem Gerichtsamt Limbach und 1875 der Amtshauptmannschaft Chemnitz angegliedert.
Durch die Eingemeindung von Rußdorf nach Oberfrohna stieg 1935 die Einwohnerzahl auf über 10.000 an. Im gleichen Jahr wurde Oberfrohna das Stadtrecht verliehen.
Durch Beschluss der SED erfolgte am 1. Juli 1950 der Zusammenschluss der beiden Städte Limbach und Oberfrohna mit dem Ortsteil Rußdorf zur Stadt Limbach-Oberfrohna. Durch die zweite Kreisreform in der DDR kam Oberfrohna als Stadtteil der Stadt Limbach-Oberfrohna im Jahr 1952 zum Kreis Chemnitz-Land im Bezirk Chemnitz (1953 in Kreis Karl-Marx-Stadt-Land und Bezirk Karl-Marx-Stadt umbenannt), der ab 1990 als sächsischer Landkreis Chemnitz fortgeführt wurde. Bei dessen Auflösung kam Oberfrohna als Stadtteil der Stadt Limbach-Oberfrohna im Jahr 1994 zum Landkreis Chemnitzer Land, der 2008 im Landkreis Zwickau aufging.

## Verkehr
Seit 1913 war Oberfrohna durch die Bahnstrecke Limbach–Oberfrohna an das Eisenbahnnetz angeschlossen. Diese wird seit 1999 nicht mehr betrieben. Im Rahmen des Chemnitzer Modells soll Limbach-Oberfrohna jedoch über Teile dieser stillgelegten Verbindung an die Chemnitzer Stadtbahn angebunden werden. Die Planungen seitens Limbach-Oberfrohna und Chemnitz sehen dafür eine mögliche Trasse über Kändler, Chemnitz-Röhrsdorf und Chemnitz-Zentrum vor. 2003 wurde mehrheitlich vom Rat der Stadt eine entsprechende Variante favorisiert, deren Kosten auf 16 Millionen Euro geschätzt werden. Der Bau würde nicht vor 2015 beginnen. Mit einer Fertigstellung der Strecke wäre nach aktuellem Stand frühestens im Jahr 2020 zu rechnen. Die Kosten für das Projekt werden auf etwa 100 Millionen Euro geschätzt, wovon drei Viertel von Bund und Land übernommen werden sollen. Den Rest müsste demnach der Verkehrsverbund Mittelsachsen übernehmen. Im Juli 2012 wurde bekannt, dass auch die Deutsche Regionaleisenbahn den erneuten Bahnbetrieb zwischen Oberfrohna und Kändler prüfen will.
Neben mehreren Überlandlinien von Regiobus Mittelsachsen und des Regionalverkehrs Erzgebirge verkehrt ein Kleinbus (genannt Citybus) der Fritzsche GmbH auf einer der insgesamt zwei Stadtlinien.

## Sehenswürdigkeiten
- Ehemaliges Rathaus (1935)
- Lutherkirche (1893)
- Jahnhaus Oberfrohna
- Gemeindewald
- Reitsportplatz
- Katholische Pfarrkirche

## Söhne und Töchter der Stadt
- Wilhelm Steudte (1897–1973), Politiker (SED)
- Gottfried Grote (1903–1976), Kirchenmusiker
- Hans Walther (1921–2015), Namenforscher
- Manfred Fiedler (* 1925), Kulturfunktionär (Kulturbund der DDR)
- Gerhard Trölitzsch (1926–2017), Politiker (SED)
- Manfred Döring (1932–2023), Generalmajor des Ministeriums für Staatssicherheit
- Wilfried Fiedler (1933–2019), Albanologe und Balkanologe
- Karl Weiß (1935–2012), Konteradmiral der Volksmarine der DDR
- Helga Glöckner-Neubert (1938–2017), Schriftstellerin
- Günter Reichelt (* 1957), Bundestrainer Ringen und mehrfacher DDR-Meister / Vize-Weltmeister 1983